# Забродський Юрій Євгенович
Юрій Євгенович Забродський (17 червня 1940 — 6 квітня 2008, Київ) — український радянський діяч, новатор виробництва, бригадир комплексної бригади верстатників Київського виробничого верстатобудівного об'єднання (заводу верстатів-автоматів імені Горького). Герой Соціалістичної Праці (15.03.1985). Член ЦК КПУ в 1986—1990 р.

## Біографія

Могила Юрія Забродського, Берковецьке кладовище

У 1956—1990-х роках — формувальник, ливарник, стругальник, бригадир комплексної бригади верстатників Київського заводу верстатів-автоматів імені Горького (потім — Київського виробничого верстатобудівного об'єднання).
Член КПРС. Обирався депутатом Київської міської ради.
З 1990-х років — заступник директора Київського верстатобудівного підприємства «Булат».
Потім — на пенсії в місті Києві.
Помер 6 квітня 2008 року. Похований в Києві на Берковецькому цвинтарі разом з дружиною.

## Нагороди
- Герой Соціалістичної Праці (11.03.1981, 15.03.1985)
- два ордени Леніна (15.03.1985)
- орден Жовтневої революції (3.03.1976)
- орден «Знак Пошани» (5.04.1971)
- медалі